# José Ignacio Uceda Leal
José Ignacio Uceda Pérez (nacido en Madrid, 21 de enero de 1977), conocido artísticamente como «Uceda Leal», es un torero español. Tomó su alternativa el 3 de octubre de 1996 en Las Ventas de Madrid con toros de la ganadería de Joaquín Núñez, en una tarde en la que tuvo como padrino a Curro Romero y como testigo a Julio Aparicio. El toro del festejo se llamó «Golondrino» y aunque no obtuvo ningún trofeo, recibió la ovación del público.

## Biografía

### Inicios
José Ignacio Uceda Pérez nació en la ciudad de Madrid y vivió durante su niñez en el barrio conocido como Usera. En 1991, con tan solo catorce años de edad, ingresó en la Escuela Taurina de Madrid, donde recibió entrenamiento por parte de Gregorio Sánchez y Faustino Inchausti «Tinín». El 25 de julio realizó su primera aparición vestido con traje de luces en la localidad francesa de Mont-de-Marsan, donde compartió cartel con Luis Miguel Encabo y Oliver Cause, y se lidiaron toros de la ganadería Hijos de Martínez Elizondo.